# Minuta (úhlová jednotka)

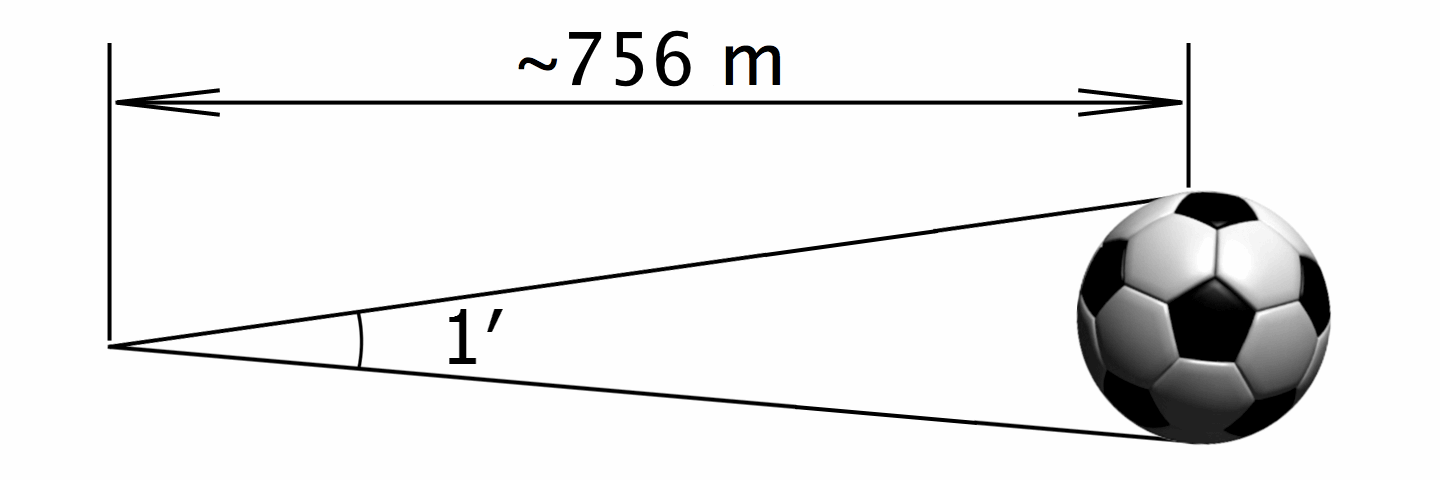
Úhlová minuta odpovídá úhlové velikosti fotbalového míče ve vzdálenosti přes ¾ kilometru. Ilustrační obrázek, není v měřítku a zobrazený úhel proto neodpovídá.

Minuta (symbol ′ ) je menší jednotka pro měření úhlu, která dělí úhlový stupeň na šedesát dílů. Sama se dále dělí na 60 vteřin. Nejedná se o jednotku soustavy SI, ale její používání souběžně s jednotkami SI  však akceptuje Příručka SI i Mezinárodní výbor pro míry a váhy (CIMP).

## Zápis a přepočty
Minuty se označují symbolem ′, který se píše bez mezery za číselnou hodnotou, zdvojený symbol se používá pro vteřiny:
jeden stupeň 1° = 60′ = 3600″
jedna minuta 1′ = 1⁄60° = 60″
Jednotky se v zápisu kombinují:
například: 12°34′56,4″ znamená 12 stupňů, 34 minut a 56,4 vteřiny
různý zápis: 12,5′ = 12′30″ (0,5 minuty odpovídá 30 vteřinám)
Tentýž symbol se v angloamerické soustavě používá pro délkovou jednotku stopa.

## Původ
Úhlová minuta má společný původ s časovou minutou ve starověké Mezopotámii, kde se používala šedesátková soustava v geometrii i astronomii již od 3. tisíciletí př. n. l. V latině se pak menší jednotka dělící stupně a hodiny nazývala pars minuta, „zmenšená část“ (od minuere dělit, štípat, zmenšovat). Pro jemnější dělení se pak používalo označení pars minuta secunda, „druhá zmenšená část“. Zkrácené latinské názvy minuta a secunda byly přejaty do češtiny.
České názvy pro úhlové jednotky (pro minutu menšina, pro sekundu vteřina a pro tercii třetina) použil tepelský premonstrát, český buditel a vlastenec Josef Vojtěch Sedláček v roce 1822 v díle Základowé měřictwj, čili Geometrye . Zatímco výraz vteřina se nadlouho ujal v obou významech (úhlovém i časovém), český výraz pro minutu se neujal a rovněž se neujalo dělení sekund na šedesátiny zvané tercie.

## Použití

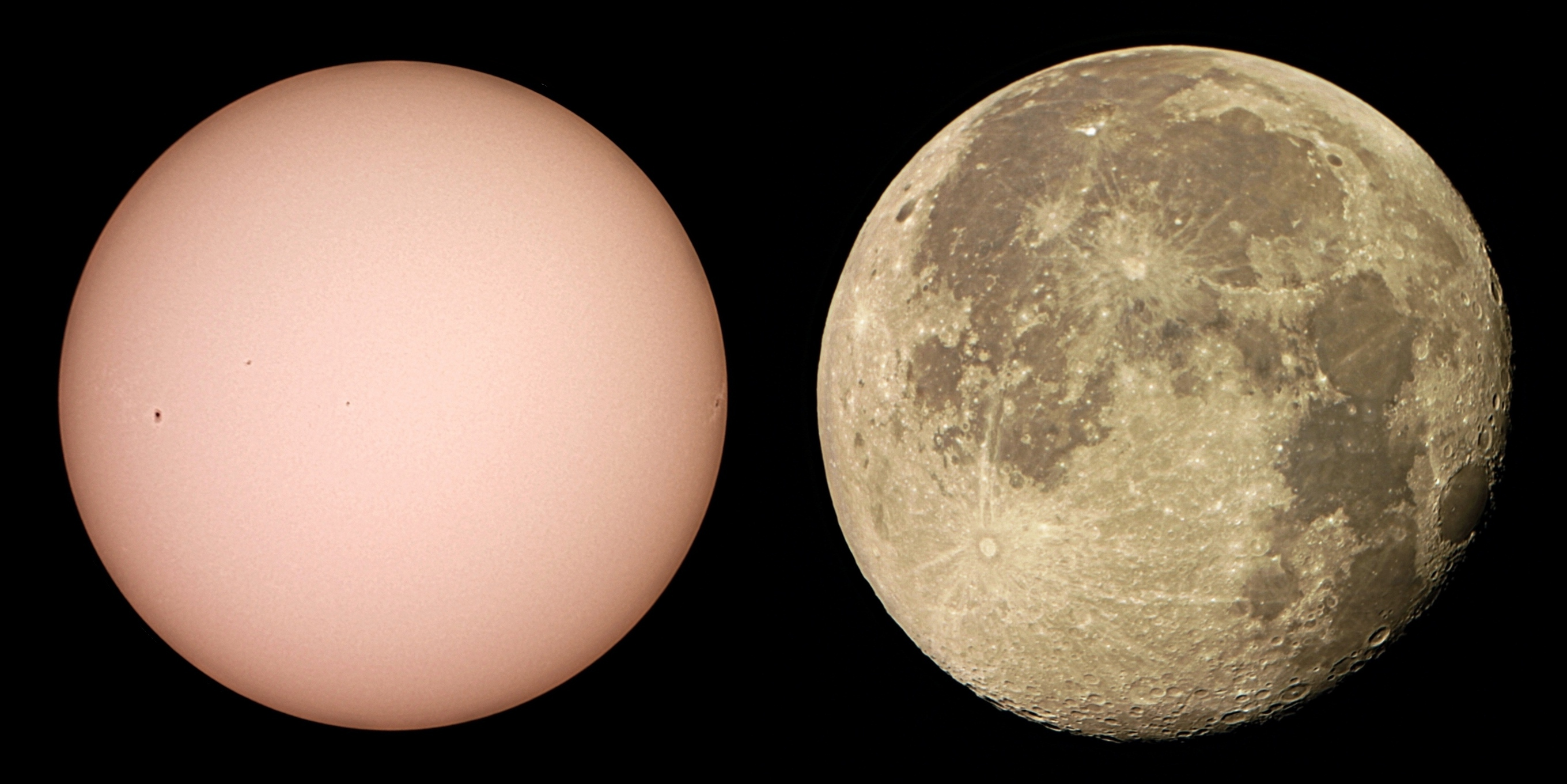
Úhlová velikost Slunce na obloze je cca 31′–32′, Měsíce 29′–33′

Kromě geometrie, kde se však také používá jednotka radián, nachází minuta uplatnění tam, kde nestačí přesnost ve stupních. Typickým příkladem jsou různé sférické soustavy souřadnic, k nimž patří i zeměpisné souřadnice sloužící k přesnému udání polohy na povrchu Země. Od úhlové minuty je odvozena délka námořní míle, protože úhlová velikost 1′ v oblasti rovníku odpovídá (zaokrouhleně) 1 852 m, což je definice 1 NM.
V astronomii je minuta zpravidla jednotkou úhlovou. Je tomu tak u ekliptikálních souřadnic, u obzorníkových souřadnic, tedy (úhlové) výšky a (astronomického) azimutu, a v případě rovníkových souřadnic u deklinace. Hodinový úhel a rektascenze se však mohou udávat v jednotkách časových i úhlových. U minut je potřeba dávat pozor na záměnu úhlové a časové jednotky, neboť se číselně liší. Země se totiž otočí kolem své zemské osy o průměrných 15° za hodinu; u jednotek 60krát menších tomu odpovídá 15 úhlových (obloukových) minut za minutu času.
U střelných zbraní se úhlová minuta používá pro označení rozptylu (přesnosti) pod zkratkou MOA (z angl. Minute of Angle).